# Badminton-Mannschaftsozeanienmeisterschaft 2023
Die Badminton-Mannschaftsozeanienmeisterschaft 2023 fand vom 17. bis zum 19. Februar 2023 in Auckland in Neuseeland statt. Es wurde ein Wettbewerb für gemischte Teams ausgetragen.

## Endstand
| Platz                                                                         | Team               | Starter                                                                     |
| ----------------------------------------------------------------------------- | ------------------ | --------------------------------------------------------------------------- |
|                                                                               | Australien         | Kenneth Choo, Lim Ming Chuen, Jacob Schueler, Nathan Tang, Jack Yu          |
| Joyce Choong, Kaitlyn Ea, Tiffany Ho, Louisa Ma, Gronya Somerville            | Australien         |                                                                             |
|                                                                               | Neuseeland         | Adam Jeffrey, Edward Lau, Edward Lau, Dylan Soedjasa, Jack Wang             |
| Erena Calder-Hawkins, Shaunna Li, Shaunna Li, Justine Villegas, Camellia Zhou | Neuseeland         |                                                                             |
|                                                                               | Neukaledonien      | Ronan Ho-Yagues, Lucas Juillot, Jeremy Lemaitre                             |
| Soizick Ho-Yagues, Johanna Kou, Dgenyva Matauli, Marine Souviat               | Neukaledonien      |                                                                             |
| 4                                                                             | Cookinseln         | Daniel Akavi, Emanuela Mataio, Emanuela Mataio, David Piakura, Tahitoa Webb |
| 4                                                                             | Cookinseln         | Tereapii Akavi, Tehani Matapo, Tuaanaore Mitchell, Te Pa O Te Rangi Tupa    |
| 5                                                                             | Tahiti             | Remy Goubin, Glen Lefoll, Remi Rossi, Kaihei Teiefitu, Heiva Yvonet         |
| 5                                                                             | Tahiti             | Taphira Barsinas, May Gaymann, Jenny Maho                                   |
| 6                                                                             | Tonga              | Siale Molitika, Lauti Na'aniumotuu, Taniela Ngaue                           |
| 6                                                                             | Tonga              | Lata 'Isitolo, Mele Lingisiva Kei                                           |
| 7                                                                             | Nördliche Marianen | Nathan Guerrero, Ian Lubao, Leonard Manuel                                  |
| 7                                                                             | Nördliche Marianen | Jeanelyn Cardinio, Janelle Pangilnan, Jenine Savellano                      |

## Tabelle
| Platz | Team               | Pld | W | L | MF | MA | MD  | GF | GA | GD  | PF   | PA   | PD   | Pts | Bem.   |
| ----- | ------------------ | --- | - | - | -- | -- | --- | -- | -- | --- | ---- | ---- | ---- | --- | ------ |
| 1     | Australien         | 6   | 6 | 0 | 29 | 1  | +28 | 58 | 2  | +56 | 1308 | 583  | +725 | 6   | Gold   |
| 2     | Neuseeland         | 6   | 5 | 1 | 24 | 6  | +18 | 48 | 12 | +36 | 1250 | 698  | +552 | 5   | Silber |
| 3     | Neukaledonien      | 6   | 4 | 2 | 18 | 12 | +6  | 37 | 25 | +12 | 1046 | 935  | +111 | 4   | Bronze |
| 4     | Cookinseln         | 6   | 2 | 4 | 9  | 21 | −12 | 23 | 44 | −21 | 953  | 1267 | −314 | 2   |        |
| 5     | Tahiti             | 6   | 2 | 4 | 12 | 18 | −6  | 27 | 37 | −10 | 1011 | 1126 | −115 | 2   |        |
| 6     | Tonga              | 6   | 1 | 5 | 7  | 23 | −16 | 16 | 49 | −33 | 845  | 1303 | −458 | 1   |        |
| 7     | Nördliche Marianen | 6   | 1 | 5 | 6  | 24 | −18 | 13 | 53 | −40 | 821  | 1322 | −501 | 1   |        |